# Thomas Brussig
Thomas Brussig (Berlin, 1964. december 19. (más források szerint 1965. –) német író és forgatókönyvíró.

## Élete
Thomas Brussig gyermekkorát Kelet-Berlinben töltötte. Szakközépiskolában érettségizett, és építészeti szakmunkás végzettséget szerzett 1984-ben. Ezt követően behívták katonának az NDK néphadseregbe 1990-ig különböző munkahelyei voltak. 1990-ben kezdett el szociológiát tanulni a Berlini Szabad Egyetemen, majd 1993-ban átiratkozott a potsdami filmművészeti főiskolára, ahol 2000-ben mint filmdramaturg végzett.
Brussig első regénye 1991-ben jelent meg Wasserfarben (Vízszinek) címmel. Első nagy sikere az 1995-ben megjelent Helden wie wir (olyan hősök mint mi) című regénye a rendszerváltással foglalkozik. Regényeiben Brussig különböző szatirikus módon dolgozza föl az egykori kelet-német viszonyokat. Könyveit eddig 28 nyelvre fordították le. Kapott néhány kitüntetést és díjat, különböző zsűrik tagja és a Lübeck 05 irodalmi kör alapító tagja. Thomas Brussig szabadúszó íróként és forgatókönyvíróként Berlinben és Mecklenburgban él barátnőjével és gyerekeivel.

## Művei

### Szépirodalmi próza
- Wasserfarben (először még Cordt Berneburger író álnéven). Aufbau-Verlag, Berlin 1991, ISBN 3-351-01871-1.
- Helden wie wir. Verlag Volk und Welt, Berlin 1995, ISBN 3-353-01037-8.
- Am kürzeren Ende der Sonnenallee. Verlag Volk und Welt, Berlin 1999, ISBN 3-353-01168-4.
- Leben bis Männer. S. Fischer, Frankfurt am Main 2001, ISBN 3-596-15417-0.
- Wie es leuchtet. S. Fischer, Frankfurt am Main 2004, ISBN 3-10-009580-4.
- Berliner Orgie. Piper, München 2007, ISBN 3-492-05037-9.
- Schiedsrichter Fertig. Residenz-Verlag, St. Pölten 2007, ISBN 3-7017-1481-9.

### Forgatókönyvek
- Brussig Am kürzeren Ende der Sonnenallee című regénye Leander Haußmann Sonnenallee címmel megfilmesítette.
- Helden wie wir című regényét Sebastian Peterson filmesítette meg, hangjátékot és színdarabot is készített belőle.
- A 2005-ben elkészült Leander Haußmann által NVA című film forgatókönyve
- Edgar Reitzal közösen írta az ARD-sorozathoz a könyvet Heimat 3 - Chronik einer Zeitenwende.

### Magyarul megjelent művei
- A Napsugár fasor innenső vége; ford. Nádori Lídia; Gondolat, Bp., 2007 (Gondolat világirodalmi sorozat)

## Kitüntetések, díjak
- 1999 A német kormány forgatókönyv díja a Sonnenallee-ért (Leander Haußmannal közösen)
- 2000 Hans-Fallada-díj, Neumünster
- 2005 Carl-Zuckmayer-Medál